# Žižkova lípa (Kopřivnice)
Žižkova lípa u Kopřivnice je starý strom, který roste na nejvyšším bodě hradu Šostýn na území přírodního parku Podbeskydí. Přízvisko Žižkova jí udělil Klub československých turistů v roce 1933 podle posledních majitelů hradu, kteří prý patřili k moravské husitské šlechtě. Lípa pravděpodobně nebyla oficiálně vyhlášena jako památná.

## Základní údaje
- název: Žižkova lípa u Kopřivnice, Žižkova lípa na Šostýně
- druh: lípa (Tilia)
- obvod: 340 cm [1]
- věk: 200-250 let[1]
- nadmořská výška: 441 m n. m.[1]
- umístění: kraj Moravskoslezský, okres Nový Jičín, obec Kopřivnice
- souřadnice: 49°35'10.93"N, 18°9'26.39"E (přibližná poloha)

## Památné a významné stromy v okolí
- Husova lípa (Kopřivnice)
- Buk Černých myslivců (u Raškova kamene)
- Buk Ondrášův (u Raškova kamene)
- Raškův buk (u Raškova kamene)
- Ořech Leopolda Víchy (Kopřivnice)
- Fojtova lípa (Kopřivnice)
- Platan Emila Hanzelky (Kopřivnice)